# September 2003
Portal Geschichte | Portal Biografien | Aktuelle Ereignisse | Jahreskalender | Tagesartikel

◄ |
20. Jahrhundert |
21. Jahrhundert

◄ |
1970er |
1980er |
1990er |
2000er
| 2010er | 2020er | 2030er | ►

◄ |
1999 |
2000 |
2001 |
2002 |
2003
| 2004 | 2005 | 2006 | 2007 | ►

◄ |
Juni 2003 |
Juli 2003 |
August 2003 |
September 2003 |
Oktober 2003 |
November 2003 |
Dezember 2003 |
►
Dieser Artikel behandelt tagesbezogene Nachrichten und Ereignisse im September 2003.

## Tagesgeschehen

### Montag, 1. September 2003
- Aachen/Deutschland: Der Aachener Friedenspreis 2003 wird den Israelis Reuven Moskovitz und Nabila Espanioly sowie der deutschen Initiative Ordensleute für den Frieden (IOF) verliehen.[1]
- Paris/Frankreich: In der Debatte über die Abschaffung eines Feiertags schlägt die Regierung vor, den abzuschaffenden Feiertag als einen der Tag der Arbeit für die Alten zu deklarieren. Dies geschieht vor dem Hintergrund einer extremen Hitzewelle, die in Frankreich besonders unter den alten Menschen zahlreiche Todesopfer gefordert hat.
- Paris/Frankreich: Die UNESCO erklärt die „21 Danziger Forderungen“ zum Weltkulturerbe. Die Forderungen gingen 1980 der öffentlichen Erlaubnis einer unabhängigen Gewerkschaft namens „Solidarność“ in der Volksrepublik Polen voraus, womit erstmals eine Kommunistische Partei auf die Kontrolle sämtlicher Massenorganisationen in ihrem Staat verzichtete.

### Dienstag, 2. September 2003
- Berlin/Deutschland: Der türkische Ministerpräsident Recep Erdoğan ist in Deutschland zu Besuch. Thema dürfte vor allem der EU-Beitritt des europäisch-asiatischen Grenzlandes sein. Derweil hat Amnesty International die Menschenrechtsverletzungen der Türkei erneut kritisiert.

### Mittwoch, 3. September 2003
- Gaza-Stadt/Palästinensische Autonomiegebiete: Gegenüber dem Fernsehsender CNN erklärt der Palästinenserpräsident Jassir Arafat, dass er den Friedensplan, die so genannte Roadmap, als gescheitert ansieht. Schuld sind seiner Meinung nach die israelischen Militäraktionen und auch das Desinteresse der USA.
- Gorleben/Deutschland: Atomkraftgegner aus Deutschland und Frankreich besetzen das Erkundungs-Bergwerk zur Erprobung der Atommüll-Endlagerung. Sie fordern ein Gespräch mit Umweltminister Jürgen Trittin. Die Besetzer werden nach etwa zehn Stunden von der Polizei wieder an die Oberfläche gebracht.
- Irak: Die ersten polnischen Truppen treffen im Irak ein. Sie sollen die US-amerikanischen und britischen Truppen bei der Friedenssicherung im Land entlasten.

### Donnerstag, 4. September 2003
- China: Der tropische Wirbelsturm Dujuan hat im Süden Chinas 38 Menschen getötet und fast 1.000 verletzt. Der Norden leidet dagegen unter Überschwemmungen. Nach einem Dammbruch bei der Stadt Weinan müssen 100.000 Menschen ihre Dörfer verlassen. Es werden 38 Menschen getötet, 34 werden anfangs noch vermisst.
- Deutschland: Johannes Rau möchte nicht für eine zweite Amtszeit als deutscher Bundespräsident kandidieren.
- Kansas City/Vereinigte Staaten: US-Präsident George W. Bush von der Republikanischen Partei eröffnet den Wahlkampf für die Präsidentschaftswahl im November 2004 mit einer Rede über Wirtschaftspolitik, in der er seine Steuersenkung bewirbt und die Entstehung von mehr Arbeitsplätzen voraussagt.[2]
- Nordkorea: Der nordkoreanische Staatschef Kim Jong-il wird vom Parlament einstimmig als Vorsitzender der Nationalen Verteidigungskommission gewählt.
- Palästinensische Autonomiegebiete: In Dschenin im Westjordanland wird am Morgen ein Israeli von Palästinensern erschossen.
- Wien/Österreich: Eine Ausstellung mit Kunstwerken von Albrecht Dürer eröffnet im Palais der Albertina der österreichische Bundeskanzler Wolfgang Schüssel mit dem deutschen Außenminister Joschka Fischer. 200 Werke sind zu sehen, in der Mehrzahl Gemälde und Aquarelle. Leihgaben kommen unter anderem vom Germanischen Nationalmuseum (Nürnberg).

### Freitag, 5. September 2003
- Atlantik: Der Hurrikan Fabian wütet bis in die Nacht hinein auf den Bermuda-Inseln. 4 Menschen werden vermisst, sie sind vermutlich tot. Der Sturm richtet große Schäden an, die Hälfte der Inselbewohner ist ohne Strom. 'Fabian' ist mit Windgeschwindigkeiten bis zu 213 km/h der stärkste tropische Wirbelsturm seit Jahrzehnten. Am Sonntag schwächt er sich ab und bewegt sich auf Neufundland zu.
- Haifa/Israel: Der Forscher Eli Biham des Technion (Technische Universität von Israel) hat eine Sicherheitslücke in der Verschlüsselung von GSM-Mobiltelefonen entdeckt. Damit ist es möglich, diese abzuhören.

### Samstag, 6. September 2003

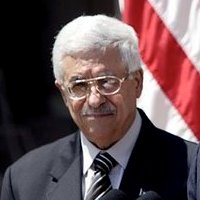
Mahmud Abbas

- New York/Vereinigte Staaten: Die Vereinigten Staaten drängen den Weltsicherheitsrat zu einer Resolution gegen den Iran wegen der Verletzung des Atomwaffensperrvertrages. Ein entsprechender Entwurf soll auf der am Montag beginnenden Konferenz der Internationalen Atomenergiebehörde vorgestellt werden. Washington will mit der Resolution den Iran zur „vollen Mitarbeit“ drängen und wirft der Regierung in Teheran vor, am Bau von Atomwaffen zu forschen.
- Palästinensische Autonomiegebiete: Der palästinensische politische Führer Mahmud Abbas hat bei Präsident Jassir Arafat ein Rücktrittsgesuch eingereicht. Dieser hat es angenommen. Dem ging ein Machtkampf der beiden voraus.
- Taipeh/Taiwan: Rund 150.000 Taiwaner haben in der Hauptstadt Taipeh für eine Namensänderung ihres Landes demonstriert. Bisher heißt es Republik China und erhebt Anspruch auf das gesamte China. Die Demonstranten betrachten die Republik als vergangen und den Anspruch auf das Festland als überholt und plädieren für eine Namensänderung auf Taiwan. Taiwan ist international nicht anerkannt.
- Venedig/Italien: Bei den 60. Internationalen Filmfestspielen von Venedig wird der Film The Return – Die Rückkehr des russischen Regisseurs Andrei Swjaginzew mit dem Leone d’Oro prämiert.[3]

### Sonntag, 7. September 2003
- Aachen/Deutschland: In Aachen findet das kirchliche Weltfriedenstreffen statt.
- Mazedonien: Im Norden des Staates kommt es zu Feuergefechten der Polizei mit albanischen Rebellen. Dabei sterben mehrere Mitglieder der 'Albanischen Nationalarmee'.
- New York/Vereinigte Staaten: Andy Roddick gewinnt das Finale im US-Open Tennisturnier gegen Juan Carlos Ferrero in Flushing Meadows.
- Palästinensische Autonomiegebiete: Israelische Kampfhubschrauber haben das Haus von Abdel Salam Abu Musa beschossen, einem führenden Mitglied der islamistischen Terrororganisation Hamas. Laut dem israelischen Militär soll das Haus als Waffenlager genutzt worden sein. Elf Menschen, darunter 3 Kinder, werden verletzt.

### Montag, 8. September 2003
- Palästinensische Autonomiegebiete: Der bisherige Staatspräsident des palästinensischen Parlaments Ahmad Qurai hat seine Nominierung zum Ministerpräsidenten angenommen. Die Vereinigten Staaten und die Europäische Union haben seine Nominierung unterstützt. Qurai fordert von Israel ein Ende der gezielten Tötungen und der Zerstörung von Häusern.

### Dienstag, 9. September 2003
- Deutschland: Martin Wiese, eine Führungspersönlichkeit der Neonazis in Bayern, sowie vier weitere Personen werden festgenommen. Sie planten in der Nacht zum 9. November einen Sprengstoffanschlag auf die Baustelle eines jüdischen Gemeindezentrums, die später am Tag von Bundespräsident Johannes Rau, Edmund Stoiber und Paul Spiegel anlässlich der Grundsteinlegung besucht wird.
- Jakarta/Indonesien: Elf Menschen sterben und 149 werden verletzt als eine Autobombe vor der australischen Botschaft explodiert.
- Kairo/Ägypten: Der provisorische Regierungsrat des Irak erhält einen Sitz in der Arabischen Liga; seit dem Sturz der Regierung von Saddam Hussein war der irakische Sitz dort vakant.

### Mittwoch, 10. September 2003
- Cancún/Mexiko: Die 5. WTO-Ministerkonferenz wird eröffnet.
- Gaza/Palästinensische Autonomiegebiete: Auf das Haus des führenden Hamas-Aktivisten Mahmud az-Zahar in Gaza wird von einem israelischen Kampfflugzeug eine Rakete abgefeuert. Az-Zahar überlebt den Angriff leicht verletzt, sein Sohn und ein Leibwächter kommen ums Leben.
- Stockholm/Schweden: Auf die schwedische Außenministerin Anna Lindh wird ein Attentat verübt. Ein Mann sticht mit einem Messer auf sie ein. Als Reaktion setzt die Regierung die Kampagne für die Einführung des Euro aus.

### Donnerstag, 11. September 2003
- Brüssel/Belgien: Die Europäische Union betrachtet die Palästinenser-Bewegung Hamas fortan ohne Einschränkung als Terroristische Vereinigung.[4]
- Frankfurt am Main/Deutschland: Die Internationale Automobil-Ausstellung wird offiziell eröffnet. Unter den Gästen befindet sich auch Bundeskanzler Gerhard Schröder
- Israel, Palästinensische Autonomiegebiete: Die israelische Regierung beschließt die Ausweisung Jassir Arafats. Dieser kündigte Widerstand gegen die Entscheidung an. Auch international wurde Kritik geübt.
- Schweden: Die schwedische Außenministerin Anna Lindh stirbt an den Folgen eines Messer-Attentats, das am Vortag auf sie verübt wurde.
- Das Internationale Protokoll über die biologische Sicherheit tritt in Kraft.

### Freitag, 12. September 2003
- Bellevue/Vereinigte Staaten: Das Softwareunternehmen Valve veröffentlicht Steam.[5]
- Südkorea: Der tropische Wirbelsturm Maemi verwüstet in der Nacht zum Samstag den Süden des Landes. 33 Menschen werden getötet, weitere 14 werden anfänglich noch vermisst.

### Samstag, 13. September 2003
- Deutschland: Der deutsche Innenminister Otto Schily wirft der US-Regierung in einem Interview Bruch internationalen Rechts beim Anti-Terrorkampf vor. Er kritisiert die Inhaftierung und Verurteilung von Verdächtigen unter Ausschaltung des Rechtsstaates. Er äußert die Hoffnung, dass in den USA ein Denkprozess einsetzt, der diesen Missstand behebt.
- Nordkorea: Die umstrittene Kerntechnische Anlage Nyŏngbyŏn wird laut US-Geheimdienstberichten abgeschaltet.

### Sonntag, 14. September 2003
- Bratislava/Slowakei: Papst Johannes Paul II. hat auf seiner derzeitigen Auslandsreise 2 Opfer der kommunistischen Herrschaft, einen Bischof und eine Ordensfrau, seliggesprochen. Über 200.000 Menschen nahmen an der Zeremonie teil.
- Düsseldorf/Deutschland: Wegen Bombendrohungen wird der Düsseldorfer Flughafen geschlossen. Ankommende Flüge wurden nach Köln-Bonn umgeleitet.
- Guinea-Bissau: In Guinea-Bissau kommt es erneut zu einem Militärputsch.
- Israel: Der stellvertretende israelische Regierungschef Ehud Olmert schlägt als Alternativen zur geplanten Ausweisung Jassir Arafats seine Ermordung oder Isolation unter Haftbedingungen vor. Die von Israel beschlossene Ausweisung Arafats hat zu internationaler Kritik geführt, Arafat selbst kündigt Widerstand an.
- Riga/Estland: In einer Volksabstimmung entscheiden sich 67 % der estnischen Bevölkerung für den Beitritt zur Europäischen Union.
- Stockholm/Schweden: In einer Volksabstimmung stimmt die schwedische Bevölkerung mit 54,6 Prozent gegen die Einführung des Euro.
- Die Verhandlungen der Welthandelsorganisation im mexikanischen Cancún sind gescheitert. Vertreter der Entwicklungsländer fordern einen Abbau der Agrarsubventionen, die Industriestaaten wollen Handelshemmnisse für Industrieprodukte beseitigen.

### Montag, 15. September 2003
- Berlin/Deutschland: Bundesinnenminister Otto Schily spricht nach den aufgedeckten Anschlagsplänen gegen ein Münchener jüdisches Zentrum von einer wachsenden Gefahr durch den Rechtsextremismus.
- Inguschetien/Russland: Durch eine Autobombe, die vor dem inguschetischen Hauptquartier des russischen Geheimdienstes FSB explodiert, sterben 3 Menschen, über 20 werden verletzt.

### Dienstag, 16. September 2003
- Nagoya/Japan: Eine Geiselnahme im japanischen Nagoya endet mit einer Explosion, die der Täter auslöst. Dabei stirbt er selbst und 2 seiner Geiseln. Es gibt 23 Verletzte, hauptsächlich umstehende Reporter. Der Geiselnehmer hat die Tat in der Kurierfirma begangen, um ausstehenden Lohn einzufordern.
- New York/Vereinigte Staaten: Die Vereinten Nationen begehen den 16. September erstmals als Internationalen Tag der Erhaltung der Ozonschicht. Damit will die Organisation auf den weiterhin fortschreitenden Rückgang der Ozonschicht hinweisen, der auf menschliches Verhalten zurückzuführen ist.[6]
- Pforzheim/Deutschland: Ein 24-jähriger Mann tötet bei einem Amoklauf eine Frau in einem Versandhaus und verletzt drei weitere Personen und sich selbst. Er begeht die Tat mit einem Samurai-Schwert, das ein Ausstellungsstück dieses Versandhauses war.[7]

### Mittwoch, 17. September 2003
- New York/Vereinigte Staaten: Die USA verhindern mit einem Veto eine Resolution gegen die Ausweisung von Jassir Arafat aus Israel.
- Stockholm/Schweden: Der mutmaßliche Mörder von Anna Lindh wird in einem Restaurant in Stockholm festgenommen.

### Donnerstag, 18. September 2003
- Vereinigte Staaten: Der tropische Wirbelsturm Isabel verwüstet die Ostküste der USA. 29 Menschen sterben.
- Gerhard Schröder und Jacques Chirac einigen sich auf eine gemeinsame Wachstumsinitiative. Laut Internationalem Währungsfonds wird die Rezession in Deutschland das Wachstum in der gesamten Eurozone behindern. Der IWF prognostiziert für Deutschland ein Nullwachstum in diesem Jahr und 1,5 % Wachstum für 2004. Gelobt werden allerdings die Reformen der Agenda 2010. Für die Weltwirtschaft sagt der IWF eine Hochkonjunktur voraus.

### Freitag, 19. September 2003
- Bagdad/Irak: Sultan Haschim Ahmad, Verteidigungsminister unter Saddam Hussein, stellt sich den Koalitionstruppen.

### Samstag, 20. September 2003
- Irak: Bei einem Anschlag wird die schiitische Politikerin Akila al-Haschimi schwer verletzt. Sie ist ein Mitglied des von den USA eingesetzten irakischen Verwaltungsrats. Bei weiteren Anschlägen sterben 3 US-Soldaten.
- Lettland: In einem Referendum stimmen 67 % der Abstimmenden für den Beitritt des Landes zur Europäischen Union. Gleichzeitig wird dem Regierungschef Einars Repše das Vertrauen durch eine der Koalitionsparteien entzogen.
- Malediven: Auf den Malediven kommt es zu Unruhen, nachdem bei einer Gefängnisrevolte ein Häftling ums Leben kam. Angehörige geben der Polizei die Schuld an dem Tod. Es werden Regierungsgebäude und 2 Polizeistationen in Brand gesteckt.
- Paris/Frankreich: Das Mittelrheintal wird von der UNESCO zum Weltkulturerbe erklärt.
- Tel Aviv/Israel: In der israelischen Stadt Tel Aviv demonstrieren 10.000 Israelis für den Abzug der Armee aus den Palästinensergebieten. Die Regierung Ariel Scharons wird für ihre Unnachgiebigkeit kritisiert. Die Politik der Stärke verhindere eine Friedenslösung.

### Sonntag, 21. September 2003
- Los Angeles/Vereinigte Staaten: Bei der 55. Verleihung des Fernsehpreises Emmy werden u. a. die Schauspieler Doris Roberts und Brad Garrett für ihre Darbietungen in der Sitcom Alle lieben Raymond ausgezeichnet. Für Roberts ist es der vierte „Emmy“ und für Garrett der zweite. Alle lieben Raymond wird zudem als „Herausragende Serie“ in der Kategorie Comedy geehrt.[8]
- München/Deutschland: Bei der Landtagswahl in Bayern erhält die CSU 60,7 % der Wählerstimmen. Die SPD rutscht auf 19,6 % ab, die Grünen erhalten 7,7 %. Die Freien Wähler und die FDP verfehlen den Einzug in den Landtag. Damit erreicht die CSU als erste Partei im Nachkriegsdeutschland eine 2/3-Mehrheit in einem Landesparlament.[9]
- Sonnensystem: Die Jupiter-Sonde Galileo beendet ihre 14-jährige Mission, indem sie in die Jupiter-Atmosphäre gelenkt wird und dort verglüht.

### Montag, 22. September 2003
- Bagdad/Irak: Vor dem Sitz der UNO in Bagdad explodiert eine Autobombe. Der Attentäter und ein Polizist kommen ums Leben, 11 Menschen werden verletzt.

### Dienstag, 23. September 2003
- Dänemark, Schweden: In Dänemark und im Süden Schwedens fällt für mehrere Stunden der Strom aus.
- Deutschland: Gegen den Batteriehersteller Ansmann AG wird eine Geldstrafe verhängt, da er mit Ebay-Händlern Mindestpreise vereinbart hat.
- Irak: Der von den USA eingesetzte irakische Regierungsrat verbietet den arabischen Fernsehsendern Al Jazeera und al-Arabiya die offizielle Berichterstattung für die kommenden 2 Wochen. Die Sender berichten angeblich zu negativ über die US-Besatzung und seien eine Kommunikationsplattform für das entmachtete Regime.
- Die USA haben den umstrittenen israelischen Sperranlagen entlang der Grenze zur West Bank zugestimmt. Die Mauer soll vor palästinensischen Selbstmordattentätern schützen. Ein Teil des Westjordanlandes wird dabei mit eingeschlossen, um illegale israelische Siedlungen auf Palästinensergebiet mit zu schützen. Das für den Bau nötige Land wird zwangsenteignet.

### Mittwoch, 24. September 2003
- Bern/Schweiz: Laut Forschern des geographischen Instituts der Universität Bern war der vergangene Sommer (2003) der wärmste seit 500 Jahren gewesen. Ebenso war das Jahrzehnt von 1994 bis 2003 das wärmste Jahrzehnt.
- Karlsruhe/Deutschland: Das Bundesverfassungsgericht entscheidet im so genannten Kopftuchstreit, dass das Tragen eines Kopftuches im Unterricht nach Gesetzeslage nicht unzulässig ist.
- Palästinensische Autonomiegebiete: Israelische Soldaten töten in der Nacht zum Donnerstag vier Palästinenser. Israelische Truppen dringen in ein Flüchtlingslager in Gaza ein und erschießen zwei Männer. Weitere zwei Menschen sterben bei einem Schusswechsel in Hebron im Westjordanland, 6 Israelis werden verletzt. Bereits im Laufe des Tages wird ein 15-jähriger Palästinenser bei einem heftigen Gefecht in der Nähe des Flüchtlingslagers Rafah im Gazastreifen erschossen. Dabei werden mindestens 14 weitere Menschen verletzt.
- Schweden: Der bisherige Verdächtige im Mordfall Anna Lindh wird überraschend freigelassen. Der Verdacht gegen ihn sei ausgeräumt, so die Polizei. Stattdessen wird ein neuer Verdächtiger festgenommen.

### Donnerstag, 25. September 2003
- Bagdad/Irak: Die irakische Politikerin Akila al-Haschimi stirbt an ihren schweren Verletzungen. Auf sie war am 20. September ein Attentat verübt worden.
- Baquba/Irak: In Baquba nördlich von Bagdad tötet eine Granate sieben Iraker, 13 weitere werden verletzt. Bereits zuvor wurde bei einem Anschlag auf ein Hotel ein Wachmann getötet.
- Israel: 27 Kampfpiloten der israelischen Armee unter Führung des Brigadegenerals Jiftach Spektor erklären, sogenannte „gezielte Tötungen“ abgelehnt zu haben. Sie weigern sich auch, diese in Zukunft durchzuführen. In den vergangenen Jahren kamen etwa 140 militante Palästinenser und über 100 Zivilisten bei „gezielten Tötungen“ ums Leben.
- Nigeria: Ein nigerianisches Berufungsgericht revidiert die Entscheidung, Amina Lawal, die ein uneheliches Kind bekommen hatte, gemäß der Scharia zu Tode zu steinigen.
- Paris/Frankreich: Die französische Regierung legt offizielle Zahlen zu den Opfern der Hitzewelle vor: 14.802 Menschen sind infolge der Hitze diesen Sommer gestorben. Zuletzt waren 1976 etwa 6.000 Menschen an den Folgen eines warmen Sommers gestorben.

### Freitag, 26. September 2003
- Berlin/Deutschland: Der Deutsche Bundestag verabschiedet mit den Stimmen von SPD, Bündnis 90/Die Grünen und CDU das von fast allen Parteien entworfene GKV-Modernisierungsgesetz (GMG). Die FDP-Fraktion sowie die beiden PDS-Abgeordneten stimmten gegen den Gesetzentwurf.
- Hokkaidō/Japan: Die nordjapanische Insel Hokkaidō wird am frühen Morgen von zwei kurz aufeinander folgenden schweren Erdbeben erschüttert. Die Beben haben die Stärke 8 und 7 auf der Richterskala. Etwa 400 Menschen werden verletzt. Vor einem drohenden Tsunami werden mehr als 40.000 Menschen evakuiert; die Welle erreicht allerdings nur eine Höhe von ca. 2 Metern.
- Magdeburg/Deutschland: Der weltweit größte Kinderpornografie-Ring, in dem Deutschland der Ausgangspunkt war, wird gesprengt. Insgesamt 26.500 Personen in 166 Ländern waren in der sogenannten „Operation Marcy“ tatverdächtig. Das federführende Landeskriminalamt Sachsen-Anhalt in Magdeburg ermittelte nach Abschluss der Operation über 800 deutsche Tatverdächtige, von denen sieben Männer aktuell sexuelle Missbraucher waren. In vielen anderen Staaten wurden tausende Konsumenten ermittelt und verurteilt.
- Negohot/Palästinensische Autonomiegebiete: Palästinensische Attentäter des Islamischen Dschihad stürmen am israelischen Neujahrstag in der jüdischen Siedlung eine Wohnung und töten ein sieben Monate altes Baby und einen 27-jährigen Mann, die Eltern des Kindes werden verwundet. Die Täter werden daraufhin von israelischen Sicherheitskräften erschossen.

### Samstag, 27. September 2003
- China: In der Nähe von Xinjiang kommt es zu einem Erdbeben der Stärke 7,3.
- Kourou/Französisch-Guayana: Vom Weltraumbahnhof Kourou startet Smart-1, die erste Mondsonde der Europäischen Weltraumorganisation, an Bord einer Trägerrakete vom Typ Ariane 5.[10]
- Weltweit kommt es zu Massenprotesten gegen den Krieg im Irak. in London gehen bei der größten Veranstaltung dieser Art 20.000 Menschen auf die Straße.

### Sonntag, 28. September 2003

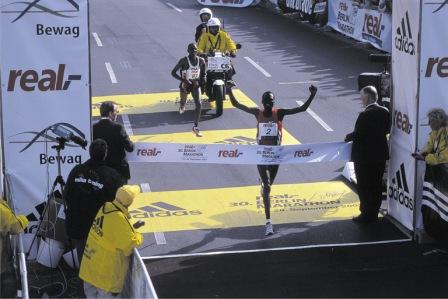
Paul Tergat im Ziel

- Berlin/Deutschland: Der Kenianer Paul Tergat stellt einen neuen Weltrekord im Marathon auf. Beim Berlin-Marathon absolviert er die 42,195 km in 2 Stunden 4 Minuten 55 Sekunden und unterbietet damit Khalid Khannouchis Bestmarke aus dem Jahr 2002 um 43 Sekunden.[11]
- Bissau/Guinea-Bissau: Die Militärführung setzt den Geschäftsmann Henrique Pereira Rosa als neues Staatsoberhaupt ein.[12]
- Innsbruck/Österreich: Die Wahl zum Tiroler Landtag beschert der Tiroler Volkspartei (Teil der ÖVP) die absolute Mehrheit der Mandate im Landhaus.[13]
- Italien: Rund eine Woche nach dem Stromausfall in Südschweden sterben in Italien drei Menschen bei einem gegen 3.30 Uhr einsetzenden Stromausfall.
- Sankt Goarshausen/Deutschland: Beim Loreley-Felsen läuft das Passagierschiff MS Loreley der Köln-Düsseldorfer Rheinschifffahrtsgesellschaft (KD) auf Grund. Dabei werden 40 Passagiere verletzt, drei von ihnen schwer. Der Rhein führt infolge der Trockenheit zurzeit ein historisches Niedrigwasser, die Pegelstände sind die niedrigsten seit Beginn der Aufzeichnungen. Auf dem Schiff fand knapp 10 Tage davor noch die Aufzeichnung der Harald Schmidt Show statt.
- Toronto/Kanada: Der 72-jährige Kanadier Ed Whitlock absolviert den Toronto Waterfront Marathon in zwei Stunden 59 Minuten 9 Sekunden. Nie zuvor blieb ein über Siebzigjähriger in einem Marathon mit elektronischer Zeitmessung unter drei Stunden.[14]
- Vatikanstadt: Papst Johannes Paul II. ernennt 30 neue Kardinäle. Ein 31. Kardinal wird in pectore ernannt, d. h. seine Identität bleibt bis auf weiteres geheim.

### Montag, 29. September 2003
- Iran: Bei der Untersuchung des iranischen Atomprogramms finden UN-Inspektoren auf dem Gelände der Kalaye Electric Company nahe Teheran Spuren von hochangereichertem, atomwaffenfähigem Uran. Die EU warnt den Iran vor wirtschaftlichen Konsequenzen, wenn er nicht mit der internationalen Gemeinschaft zusammenarbeite. Großbritannien fordert den Iran auf, unmissverständlich zu erklären, dass es nicht nach Atomwaffen strebe.
- Roissy-en-France/Frankreich: Die Fluggesellschaft Air France gibt bekannt, dass ihrer Fusion mit der niederländischen Fluggesellschaft KLM keine Hindernisse mehr im Wege stehen.[15]

### Dienstag, 30. September 2003
- Moskau/Russland: Auf einer Klimakonferenz erklärt Präsident Wladimir Putin, dass Russland keine Unterschrift unter das Protokoll von Kyoto zum Rahmenübereinkommen der Vereinten Nationen über Klimaänderungen zur Reduzierung der Treibhausgas-Emission leisten könne, bis klar sei, inwiefern das Abkommen dem Land Nutzen bringe.[16]

## Weblinks

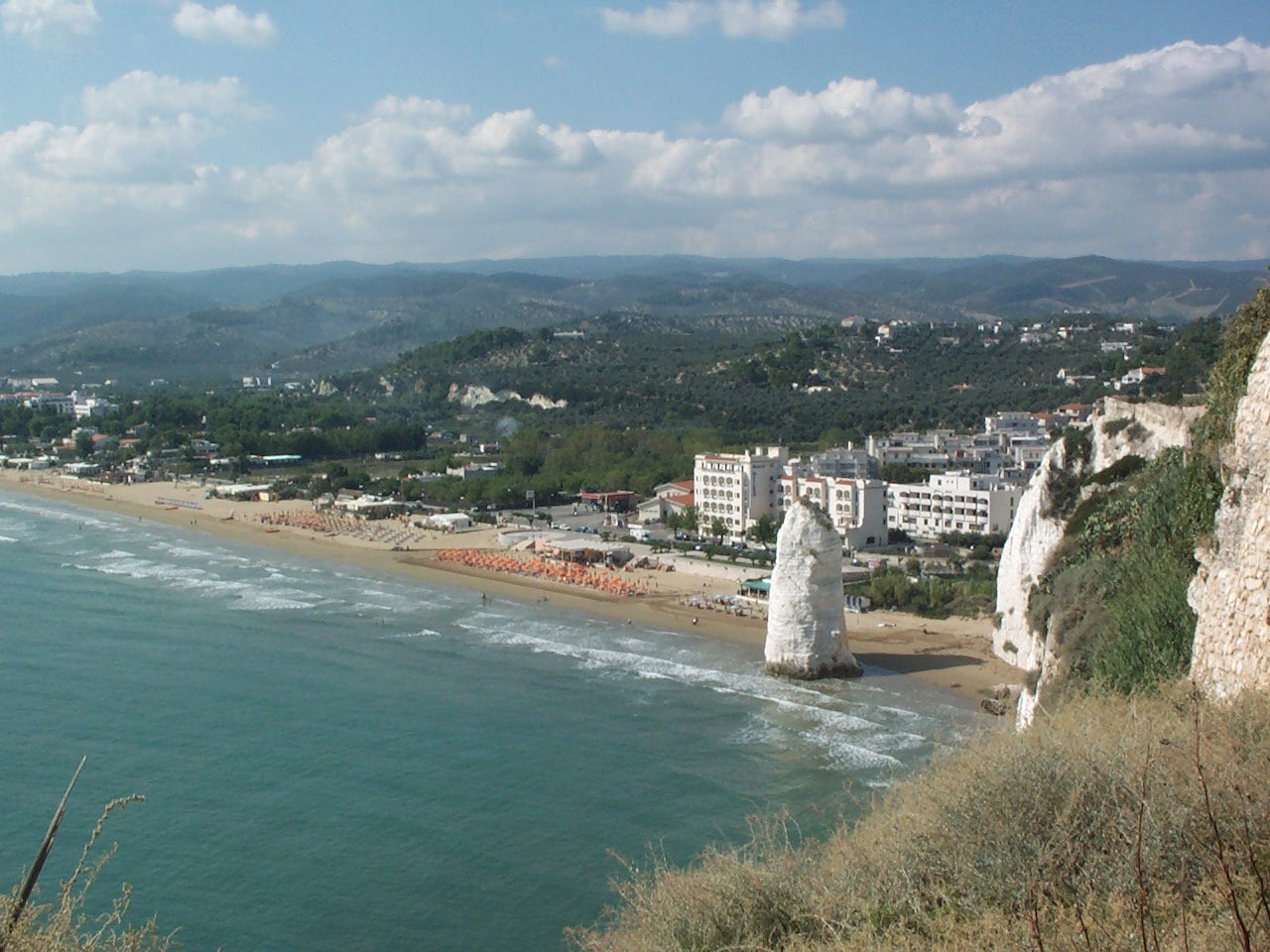
Italien im September 2003